# Avenue Junot (nouvelle)
Avenue Junot est une nouvelle de Marcel Aymé, parue dans Je suis partout en 1943.

## Historique
Avenue Junot paraît d'abord dans Je suis partout le 13 août 1943, repris par les Bibliophiles de l'Étoile en 1949 puis dans En arrière, le dernier recueil de nouvelles publié du vivant de l'auteur,  en 1950.

## Résumé
« À Montmartre, dans un grand immeuble de l'avenue Junot, il y avait une jolie fille prénommée Adélaïde qui n'aimait que les hommes à barbe... »

Pour les amateurs de fantastique, il faut attendre le dernier paragraphe pour voir Adélaïde caracoler sur le percheron Pégase mené par un jeune homme rasé de près, survolant le moulin de la Galette...